# Рой
 Тази статия е за града в Юта.  За града в щата Вашингтон вижте Рой (Вашингтон).  
Рой (на английски: Roy) е град в окръг Уебър, щата Юта, САЩ. Рой е с население от 32 885 жители (2000) и обща площ от 19,7 km². Намира се на 1384 m надморска височина. ЗИП кодът му е 84067, 84401, а телефонният му код е 385, 801.